# Amos del Universo: Revelación (serie de televisión)

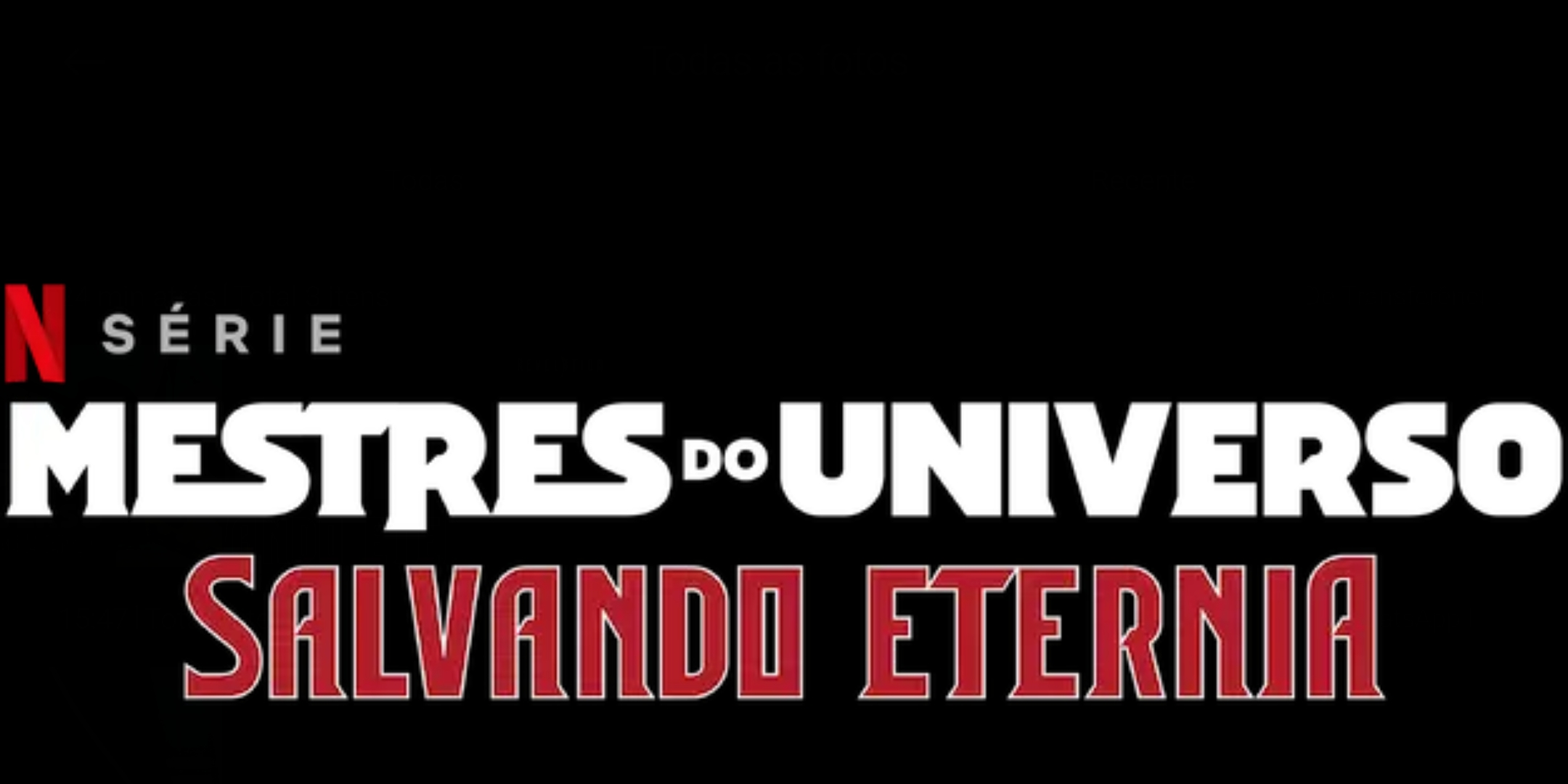
logotipo

Masters of the Universe: Revelation (título en español Amos del Universo: Revelación) es una serie de televisión web animada creada por Kevin Smith. La trama recoge las historias no resueltas de la serie de televisión animada original de 1983 He-Man and the Masters of the Universe. Noelle Stevenson ha expresado su interés en un especial de Navidad cruzado entre la serie y She-Ra and the Princesses of Power. La serie se lanzará en dos partes. La primera parte se estrenó el 23 de julio de 2021 en Netflix. La primera parte de la serie ha recibido críticas mixtas por parte de la crítica. La segunda parte de la serie se estrenó el 23 de noviembre de 2021.

## Elenco
- Chris Wood como el Príncipe Adam / He-Man
- Mark Hamill como Skeletor
- Sarah Michelle Gellar como Teela
- Liam Cunningham como Man-at-Arms
- Lena Headey como Evil-Lyn
- Diedrich Bader como Rey Randor y Trap Jaw
- Alicia Silverstone como Reina Marlena
- Stephen Root como Cringer
- Griffin Newman como Orko
- Susan Eisenberg como Sorceress
- Kevin Michael Richardson como Beast-Man
- Kevin Conroy como Mer-Man
- Henry Rollins como Tri-Klops
- Jason Mewes como Stinkor
- Alan Oppenheimer como Moss-Man
- Justin Long como Roboto
- Tony Todd como Scareglow
- Phil LaMarr como He-Ro
- Cree Summer como Priestess
- Harley Quinn Smith como Illena
- Tiffany Smith como Andra

## Episodios

### 1.ª parte (2021)
| N.º | Título                               | Dirigido por                   | Escrito por    | Fecha de lanzamiento original |
| --- | ------------------------------------ | ------------------------------ | -------------- | ----------------------------- |
| 1   | «El poder de Grayskull»              | Adam Conarroe Patrick Stannard | Kevin Smith    | 23 de julio de 2021           |
| 2   | «El cáliz envenenado»                | Adam Conarroe Patrick Stannard | Diya Mishra    | 23 de julio de 2021           |
| 3   | «El hombre más peligroso de Eternia» | Adam Conarroe Patrick Stannard | Marc Bernardin | 23 de julio de 2021           |
| 4   | «La tierra de los muertos»           | Adam Conarroe Patrick Stannard | Tim Sheridan   | 23 de julio de 2021           |
| 5   | «La forja de la espada»              | Adam Conarroe Patrick Stannard | Eric Carrasco  | 23 de julio de 2021           |

## Producción

### Desarrollo
El 18 de diciembre de 2019, Netflix anunció que estaría realizando dos nuevos proyectos de He-Man. La primera será la serie original de Netflix para adultos Masters of the Universe: Revelation, una secuela directa de la serie de televisión de 1983 con personajes como Scare Glow y He-Ro de los juguetes Mattel (que nunca aparecieron en forma animada), así como Lt. Andra, quien apareció en los cómics de STAR / Marvel, la serie servirá como una secuela de las historias generales de los 80.
También se ha confirmado que se está trabajando en una serie original de Netflix, He-Man y Masters of the Universe, orientada directamente a la familia. Según se informa, está siendo realizado por Mattel Television y DreamWorks Animation Television para un renacimiento animado por computadora de la serie original de He-Man con nuevas historias y tomas de personajes. Actualmente se desconoce si estará conectado a She-Ra y las Princesas del Poder, o si también habrá versiones de los personajes de She-Ra.
Kevin Smith anunció la serie Masters of the Universe: Revelation para Netflix en la convención anual Power-Con en 2019. También se reveló que además de servir como showrunner y productor ejecutivo, Smith también escribiría la serie junto a Eric Carrasco, Tim Sheridan, Diya Mishra y el copresentador de Fatman Beyond, Marc Bernardin .

### Casting
El 14 de febrero de 2020, se confirmó oficialmente el elenco de voces.

### Animación
Casi al mismo tiempo que el anuncio del programa, se reveló que Powerhouse Animation Studios brindaría sus servicios a la serie.

### Música
El 8 de febrero de 2021, se reveló que Bear McCreary estaría componiendo la partitura de la serie.

## Otros medios

### Cómics
Dark Horse Comics y Mattel lanzaron un cómic Masters of the Universe: Revelation como un enlace a la serie. El cómic sirve como una precuela de la serie, que se lanzará como una miniserie de cuatro números. El primer número se publicó el 7 de julio de 2021.

### Aftershow
Un aftershow titulado Revelations: The Masters of the Universe Revelation Aftershow se estrenó junto con el estreno de la serie el 23 de julio de 2021, con Kevin Smith, Rob David y Tiffany Smith como presentadores.

## Lanzamiento

### Marketing
El 13 de mayo de 2021, Entertainment Weekly lanzó un primer vistazo de la serie, junto con la confirmación de la fecha de lanzamiento del programa. Ese mismo día, también se reveló que también se lanzaría una línea de figuras de acción inspiradas en el programa. El 10 de junio de 2021, Netflix lanzó el primer teaser tráiler de la serie. El 2 de julio de 2021, se lanzó el primer tráiler de la serie.

## Fecha de estreno
Masters of the Universe: Revelation se lanzará en 2 partes, la primera con 5 episodios, y se estrenaron el 23 de julio de 2021. La segunda parte de cinco episodios se estrenará el 23 de noviembre de 2021.

## Recepción
El estreno de los primeros episodios de la serie produjo críticas mixtas siendo la audiencia quien más resultó decepcionada. Rotten Tomatoes le dio un promedio de 96% de aprobación mientras que la calificación promedio de la audiencia le otorgó solo un 35%  Tom Jolliffe por su parte realizó un repaso histórico de los personajes desde la primera serie de Filmation hasta la actualidad y se preguntó si sería esta la mayor revuelta por parte de los fans desde el estreno de Star Wars episodio VIII Los últimos jedi, la cual recibió Críticas bastante desfavorables por parte de la audiencia.
Tras escuchar varias críticas, el propio Kevin Smith salió al cruce de los fans disconformes a través de las redes sociales. "Veo que la gente en línea dice: ¡Oye, se están deshaciendo de He-Man! ¿De verdad creen que Mattel Television, que me contrató y me pagó dinero, quiere hacer un puto programa de Amos del Universo sin He-Man? Maduren, maldita sea".
Rob Bricken, de Gizmodo opinó "No es perfecto, pero Kevin Smith ha logrado un notable acto de cuerda floja al hacer una secuela de un programa que nunca tuvo narraciones en serie..." 
Zaki Hasan de Datebook comentó "...el repentino tono severo se siente un poco incongruente ya que “Revelation” usa específicamente la serie clásica como punto de partida, lo que hace que las comparaciones sean inevitables y ligeramente discordantes." 
El crítico argentino Francisco Pablo Coluccia opinó "La animación es suprema. No estoy atacando la serie, me pareció muy buena, pero sin llegar a ser magnífica. Mi punto es que nos vendieron un concepto falso, algo que yo llamo «publicidad engañosa», promocionar algo que luego de comprado no vas a entregar." En ese mismo sentido manifestó también su discrepancia para con los dichos de Kevin Smith en las redes sociales.
Daniel Aries de Tierra Gamer comentó "No todos vieron con buenos ojos que la serie no estuviera centrada en el príncipe de Grayskull, y por lo visto omitieron gran parte de la historia."  Nick Schager, que escribe para The Daily Beast, dijo que el programa "resucita auténticamente a los personajes favoritos de la franquicia y, al mismo tiempo, los actualiza (y sus aventuras) para el siglo XXI", y concluyó: "Masters of the Universe: Revelation no se trata de ganar novatos que aprovechar los preciados recuerdos de la infancia de los viejos fanáticos. En ese sentido, cumple su misión, y hay, sin duda, alguna posibilidad de que la excelente animación de Powerhouse convenza a algunos novatos de He-Man para tomar la zambullida ". Amanda Dyer de Common Sense Media le dio a la serie una puntuación de 4 estrellas sobre 5, describiéndola como "emocionante y llena de acción" y dijo que "hace una transición sin problemas a un elenco más centrado en las mujeres al seguir un nuevo viaje dirigido por Grayskull Guardian Teela ".
Kshitij Rawat de The Indian Express le dio a la serie una puntuación de 2.5 de 5 estrellas: "Si bien la serie comparte elementos de humor e historia con el original, también es algo propio. Teela es la protagonista principal y eso ayuda a que se sienta más fresco y diferente. Sin embargo, aquellos que no vieron la serie de los 80 o no les gustan las historias de espadas y brujería, esta serie a menudo puede parecer obsoleta y poco atractiva a pesar de los claros intentos de reinvención de los tropos ".
Brian Lowry, de CNN, describió el tono del programa como "más atrevido y claramente más ambicioso, comenzando con el hecho de que hay peleas reales", y agregó que Smith "lo aborda todo en serio, o al menos con tanta seriedad como puede cuando un tipo levanta un espada y grita "¡Por el poder de Grayskull!" ". Lowry escribió: "Para aquellos que esperan algo que realmente traspase los límites, tengan la seguridad de que nadie confundirá esto con Clerks".  Zaki Hasan, escribiendo para el San Francisco Chronicle, dijo que "si bien es estimulante ver este mundo y su personajes ataviados con una capa de pintura de 2021, toda la empresa amenaza a veces con tropezar bajo el peso de su propia severidad opresiva ", y también agrega:" Es como si Smith estuviera tan decidido a enfatizar lo adulto que es el nuevo programa se olvidó de que originalmente se trataba de una historia para niños, y que está bien que siga siendo así ".